# Pauline Oliveros

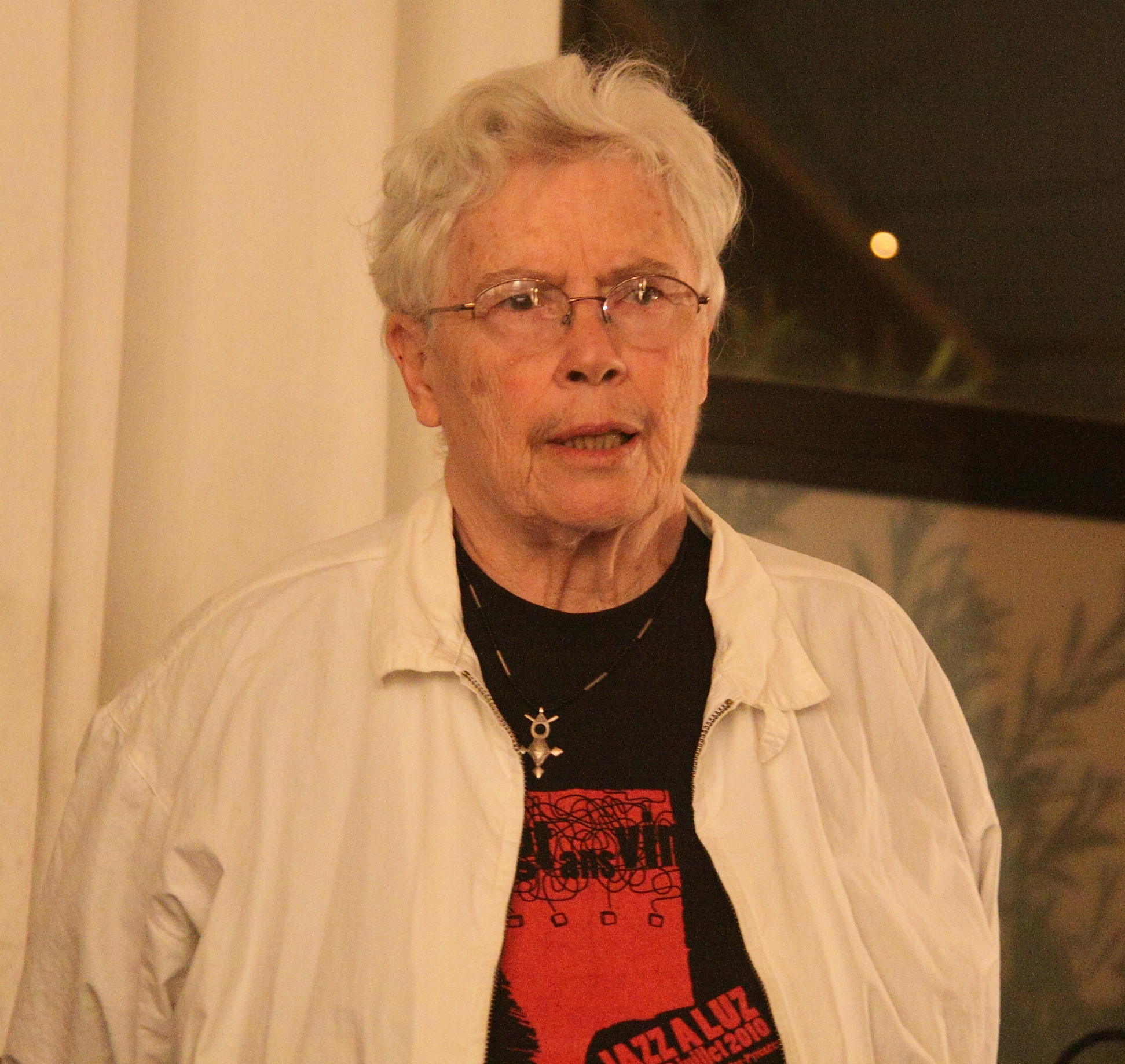
Pauline Oliveros (August 2010)

Pauline Oliveros (* 30. Mai 1932 in Houston, Texas; † 24. November 2016 in Kingston, New York) war eine US-amerikanische Komponistin und Akkordeonistin.

## Leben
Oliveros studierte von 1949 bis 1952 in Houston und von 1954 bis 1956 in San Francisco und nahm Privatunterricht bei Robert Erickson. Ab 1961 arbeitete sie mit Steve Reich, Terry Riley, Ramon Sender und Morton Subotnick am San Francisco Tape Music Center. Von 1967 bis 1981 war sie Direktorin des Center for Music Experiment an der University of California in San Diego / Kalifornien.

## Werk
Neben Orchesterwerken und Werken in kammermusikalischer Besetzung komponierte Oliveros Sound Patterns für gemischten Chor (1961) und multimediale Werke wie ein Stück für elektronisch verfremdetes Klavier, Tonband und Lichteffekte und ein Schauspiel für fünfzehn Schauspieler, Film und Projektionen, Tonband und Live-Tonmaterial.
1985 gründete sie die The Pauline Oliveros Foundation in Kingston/New York. Mit dem in der Stiftung angesiedelten Programm Deep Listening und der Deep Listening Band schuf sie eine Verbindung von Meditation und Musik. 2005 wurde aus der Stiftung das Deep Listening Institute. Am 9. Juni 2014 gab das Rensselaer Polytechnic Institute, die älteste technische Universität in der englischsprachigen Welt, die Gründung des Center For Deep Listening bekannt, welches die Arbeit des Deep Listening Institute fortsetzen soll und die Bewahrung des Lebenswerkes von Oliveros zum Auftrag hat.
Mit der Deep Listening Band nahm Oliveros im Oktober 1988 das gleichnamige Album Deep Listening auf, welches von Musikexperten als ein Meilenstein der räumlichen Klangkunst angesehen wird. Im Oktober 2013 feierte sie, zusammen mit Gründungsmitglied Stuart Dempster, der Künstlerin und Schriftstellerin Ione sowie den Gastmusikern Jonas Braasch, Jesse Stewart und Johannes Welsch, das 25-jährige Jubiläum der Band mit einem Konzert in Kanada. Oliveros und Dempster widmeten das Konzert dem 2011 verstorbenen, langjährigen Bandmitglied David Gamper. 2017 wurden Arbeiten der Künstlerin auf der documenta 14 aufgeführt. 2019 erschien postum das Album Sounding/Way mit Guy Klucevsek.

## Schüler
Schüler von ihr waren unter anderen Till Wyler von Ballmoos, Sidney Corbett, Paul Dresher, Lori Freedman, Russell Frehling, Klaus der Geiger, Alexina Louie, Norman Lowrey und Margaret Schedel.

## Auszeichnungen
- 1962: Kompositionspreis der Stiftung Gaudeamus
- 1977: Beethoven-Preis der Stadt Bonn
- 1999: SEAMUS Lifetime Achievement Award
- 2012: John Cage Award
- 2013: Giga-Hertz-Preis für elektronische Musik

## Schriften
- Das Schweigen brechen, in: MusikTexte 76/77, 3–4.
- Die Wurzeln des Augenblicks. Über das Hören, in: MusikTexte 76/77, 83–85.
- Space Is the Place. Quantenkomposition: Die kybernetische Gegenwart, in: MusikTexte 80, 11–15.
- Kein Komponieren ohne Konzepte, in: MusikTexte 145, 69.
- Sex, wie wir ihn nicht kennen. Zukunftsperspektiven der Computermusik, in: MusikTexte 152, 56–65.

## Sekundärliteratur
- Margaret Ahrens: Häutungen. Über Pauline Oliveros, in: MusikTexte 76/77, 75–81.
- Pamela A. Madsen: Riesiger Schoß. Der Begriff der „Gegenwärtigkeit“ in Pauline Oliveros’ „Rose Moon“ , in: MusikTexte 76/77, 85–90.
- Katherine Setar: Watertank Software. Eine „Interaktion“ zwischen Pauline Oliveros und einem halligen Raum, in: MusikTexte 76/77, 96–101.
- Zum Tod von Pauline Oliveros. Beiträge von Geeta Dayal, Ellen Fullman, Maggi Payne, Alvin Lucier, Christina Kubisch, Roger Reynolds, Bill Dietz, Brenda Hutchinson, Alvin Curran, Anne Bourne, Diamanda Galás, Christian Wolff, Johannes Goebel, Gisela Gronemeyer, in: MusikTexte 152, 37–56.

## Anmerkung
1. ↑  Als Sterbedaten finden sich bei der Mehrzahl der Quellen: 24. November 2016 in Kingston, New York u. a. bei Grove Music Online, Ircam, University of California, New York Times, NPR, Guardian und Billboard. Dagegen MGG: 25. November 2016 in New York City.